# Poliana Cristescu
Poliana Daniela Luminița Cristescu (n. 26 octombrie 1954, Târgoviște, Dâmbovița, România) a fost soția lui Nicu Ceaușescu după căsătoria acestora din 1983. În 1985, Nicu Ceaușescu a introdus acțiune de divorț împotriva acesteia.

## Biografie
A fost membră în Comitetul Central al Partidului Comunist Român până la sfârșitul regimului comunist. În 1989, la căderea regimului comunist, a deținut funcția de președinte al Consiliului Național al Organizației Pionierilor, în cadrul Comitetului Central al Partidului Comunist Român.
Poliana Cristescu a fost deputat în Marea Adunare Națională în sesiunea 1985-1989.
După Revoluție, Poliana Cristescu a fost angajată la una dintre firmele familiei Păunescu.